# 재래꿀벌
재래꿀벌(영어: eastern honey bee, Apis cerana)은 한국, 일본, 중국, 인도, 파키스탄, 동남아시아 등 아시아 지역이 원산지인 야생 꿀벌이다. 토종꿀벌, 동양꿀벌로 불리기도 한다.

## 하위 아종
(엥겔의 1999년 정리를 따름.)
- Apis cerana cerana Fabricius ( = "sinensis") - 아프가니스탄, 파키스탄, 인도 북부, 중국, 한국, 베트남 북부
- Apis cerana heimifeng Engel
- Apis cerana indica - Fabricius 인도 남부, 스리랑카, 방글라데시, 미얀마, 말레이시아, 인도네시아, 필리핀
- Apis cerana japonica Fabricius - 일본
- Apis cerana javana Enderlein
- Apis cerana johni Skorikov
- Apis cerana nuluensis Tingek, Koeniger and Koeniger
- Apis cerana skorikovi Engel ( = "himalaya") - 히말라야 지역 동부 및 중부 (Ruttner, 1987)

## 사진 보기

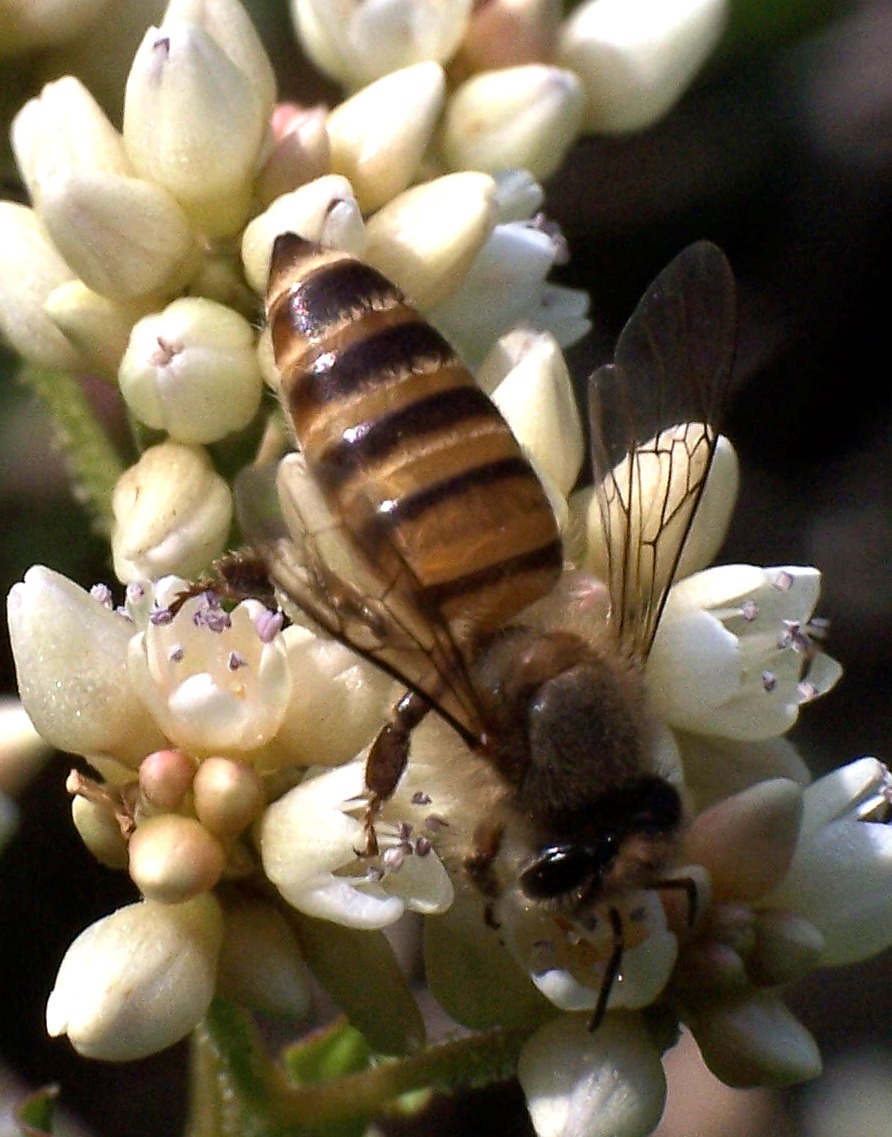
재래꿀벌
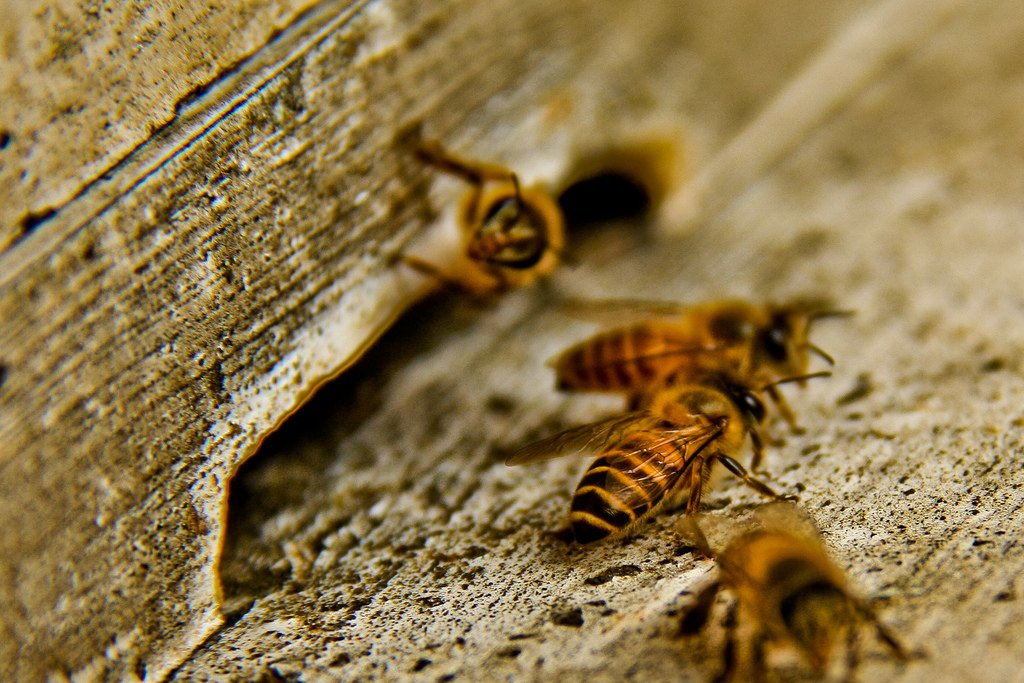
네팔의 재래꿀벌
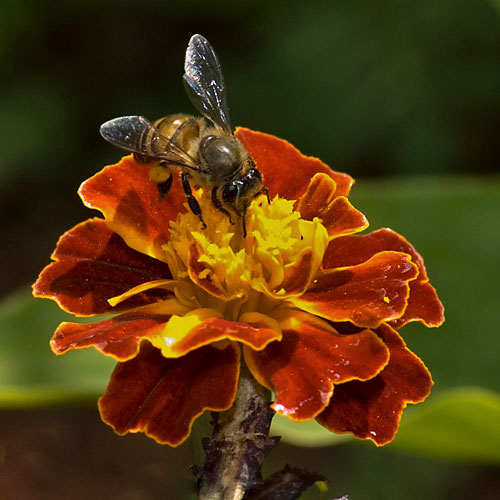
인도의 재래꿀벌

## 같이 보기
- 양봉꿀벌
- 꿀벌
- 벌꿀
- 낭충봉아부패병